# 埃文斯 (科罗拉多州)
埃文斯（英語：Evans），是美国科罗拉多州韦尔德县下属的一座城市。建市于1885年11月15日，面积大约为10.539平方英里（27.297平方公里）。根据2010年美国人口普查，该市有人口18,537人。2011年估计该市有人口18,974人，相比2010年人口增长率为2.36%。同时，论人口该市是科罗拉多州第30大城市。